# Tod Frye
Tod Frye (nacido en 1955) es un programador de videojuegos estadounidense. Es conocido por realizar en 1982, la conversión del juego Pac-Man de arcade al sistema de videoconsolas Atari 2600. A pesar del éxito inicial de ventas, las diferencias en la adaptación del juego respecto a la versión original en arcade provocaron duras críticas que propiciaron la devolución del videojuego en grandes cantidades. Este hecho fue un factor que contribuyó a la caída de Atari Inc. y a la crisis de los videojuegos de 1983.
Tras el colapso de Atari Inc., Tod Frye produjo juegos para las consolas Sega Saturn, Sony PlayStation, Nintendo64 y Sony PlayStation 2.
También trabajó como programador en empresas de videojuegos y juegos de ordenador como 3DO Company y Pronto Games.